# 809
809 (DCCCIX) je bilo navadno leto, ki se je po julijanskem koledarju začelo na ponedeljek.

## Dogodki
- 1. januar

- 9. april - Bolgari zasedejo Sofijo

## Smrti
- 24. marec - Harun al Rašid